# Општина Луизи-Калугара (Бакау)
Луизи-Калугара (рум. Luizi-Cãlugãra) општина је у Румунији у округу Бакау.
Oпштина се налази на надморској висини од 294 m.